# Franco Bergamin
Franco Bergamin (ur. 15 września 1960 w Castelfranco Veneto) – włoski duchowny rzymskokatolicki, od 2018 opat generalny kongregacji Kanoników Regularnych Laterańskich Najświętszego Zbawiciela.

## Życiorys
Święcenia kapłańskie przyjął 20 września 1986. W latach 1997–2003 był proboszczem parafii św. Floriana w Castelfranco Veneto, a następnie św. Agnieszki w Rzymie. Obecnie jest proboszczem sanktuarium S. Maria di Piedigrotta w Neapolu. Od 25 września 2018 pełni urząd opata generalnego kanoników laterańskich.